# Base de datos embebida
Una base de datos embebida es un sistema de gestión de bases de datos (SGBD) que está integrado con la aplicación software que requiere acceso a los datos almacenados, de tal forma que la base de datos está oculta de la aplicación de usuario final y requiere poco o ningún mantenimiento. 
Las bases de datos embebidas más importantes son las siguientes:
- Advantage Database Server de Sybase Inc
- Berkeley DB de Oracle Corporation
- CSQL de csqlcache.com
- Extensible Storage Engine de Microsoft
- eXtremeDB de McObject
- Firebird Embedded
- HSQLDB de HSQLDB.ORG
- HarperDB
- Informix Dynamic Server (IDS) de IBM
- InfinityDB de Boiler Bay Inc
- InnoDB de Oracle Corporation
- InterBase de Embarcadero Technologies
- MongoDB
- RDM Database Manager de Raima
- solidDB
- SQLite
- SQL Server Compact de Microsoft Corporation
- Sophia Embeddable

## Véase  también
- Sistema de gestión de bases de datos
- Base de datos en memoria